# لنگنا
لُنگِنا (به ایتالیایی: Longhena) یک کومونه در ایتالیا است که در استان برشا واقع شده‌است. لنگنا ۳٫۳۵ کیلومتر مربع مساحت و ۶۲۱ نفر جمعیت دارد و ۹۳ متر بالاتر از سطح دریا واقع شده‌است.